# Borzymówka
Borzymówka [bɔʐɨˈmufka] est un village polonais de la gmina de Nowa Sucha dans le powiat de Sochaczew et dans la voïvodie de Mazovie.